# Zmarli w marcu 2014

## Marzec 2014
- 31 marca
  - Władysław Filipowiak – polski historyk i archeolog[1]
  - Frankie Knuckles – amerykański didżej, producent muzyczny[2]
- 30 marca
  - Kate O’Mara – brytyjska aktorka[3]
  - Fred Stansfield – walijski piłkarz[4]
- 29 marca
  - Hobart Alter – amerykański przedsiębiorca[5]
  - Marc Platt – amerykański tancerz baletowy i musicalowy, performer, aktor[6]
  - Anna Turner – brytyjska aktorka[7]
  - Dane Witherspoon – amerykański aktor[8]
- 28 marca
  - Michael Putney – australijski duchowny katolicki, biskup Townsville[9]
  - Lorenzo Semple – amerykański scenarzysta[10]
- 27 marca
  - John Cornes – australijski rugbysta[11]
  - Augustin Deleanu – rumuński piłkarz[12]
  - James Schlesinger – amerykański polityk, dyrektor Centrali Wywiadu, sekretarz obrony i energii[13]
- 26 marca
  - Marcus Kimball – brytyjski polityk[14]
  - Wolfgang Kirchgässner – niemiecki duchowny katolicki, biskup Fryburga[15]
- 25 marca
  - Jan Gross – polski duchowny luterański, ekumenista, prezes Synodu Kościoła Ewangelicko-Augsburskiego[16]
  - Hank Lauricella – amerykański futbolista[17]
  - Stanisław Nowicki – polski samorządowiec, burmistrz Przasnysza[18]
  - Ralph Wilson – amerykański futbolista[19]
- 24 marca
  - Włodzimierz Kopijkowski – polski generał brygady, dowódca pułku, dywizji i korpusu, szef sztabu okręgu wojskowego[20]
  - Ołeksandr Muzyczko – ukraiński biznesmen, działacz ukraińskich organizacji nacjonalistycznych[21]
  - Krystyna Nazar – polski fizjolog, prof. dr hab. n. med.[22]
  - Rodney Wilkes – trynidadzki sztangista[23]
  - Juliusz Zychowicz – polski tłumacz, działacz katolicki[24]
- 23 marca
  - Carmelo Bossi – włoski bokser[25]
  - Dave Brockie – kanadyjski muzyk, wokalista grupy GWAR[26]
  - Jürgen Kurbjuhn – niemiecki piłkarz[27]
  - Katarzyna Markiewicz – polska piosenkarka, wokalistka zespołu One Million Bulgarians[28]
  - Adolfo Suárez – hiszpański polityk, premier Hiszpanii w latach 1976–1981[29]
  - Prokl (Chazow) – rosyjski duchowny prawosławny, metropolita symbirski i nowospasski[30]
- 22 marca
  - Patrice Wymore – amerykańska aktorka, piosenkarka, tancerka[31]
  - Zbigniew Wójcik – polski historyk, badacz dziejów nowożytnych[32]
- 21 marca
  - Jack Fleck – amerykański golfista[33]
  - Andrzej Kuryłowicz – polski wydawca, założyciel grupy wydawniczej Albatros[34]
  - Erazm Kuźma – polski pisarz, krytyk literacki[35]
  - James Rebhorn – amerykański aktor[36]
  - Ignacy Zakka I Iwas – iracki duchowny monofizyckiego kościoła jakobickiego, patriarcha[37]
- 20 marca
  - Hilderaldo Bellini – brazylijski piłkarz[38]
  - Felix Fibich – amerykański tancerz i choreograf[39]
  - Andrzej Grzegorczyk – polski matematyk, logik, filozof[40]
  - Bogusław Jerzycki – polski duchowny rzymskokatolicki, działacz społeczny[41]
  - Marcin Kornak – polski działacz społeczny, prezes Stowarzyszenia „Nigdy Więcej”[42]
  - Theodora Nathan – amerykańska polityk[43]
  - Khushwant Singh – indyjski pisarz, dziennikarz, polityk[44]
  - Wanda Szemplińska-Stupnicka – polska pilotka szybowcowa, rekordzistka świata[45]
  - Murray Weidenbaum – amerykański ekonomista[46]
- 19 marca
  - Ernest Mühlen – luksemburski polityk, dziennikarz i ekonomista, minister (1982–1984), eurodeputowany II kadencji[47]
  - Filip (Saliba) – libański duchowny prawosławny, metropolita Ameryki w jurysdykcji Patriarchatu Antiocheńskiego[48]
  - Czesław Uznański – polski piłkarz[49]
- 18 marca
  - Joe Lala – amerykański perkusjonista, perkusista i aktor[50]
  - José Medeiros Ferreira – portugalski polityk i historyk, minister negocjacji międzynarodowych (1976–1977), deputowany krajowy i europejski[51]
- 17 marca
  - José Delicado Baeza – hiszpański duchowny katolicki, arcybiskup Valladolid[52]
  - Marek Galiński – polski kolarz górski, olimpijczyk, trener kolarski[53]
  - Joseph Kerman – amerykański muzykolog i krytyk muzyczny[54]
  - Oswald Morris – brytyjski operator filmowy, laureat nagrody Oscara[55]
  - Antoni Opolski – polski fizyk, specjalizujący się w astronomii i astrofizyce[56]
  - L’Wren Scott – amerykańska modelka, projektantka, stylistka[57]
- 16 marca
  - Joseph Fan Zhongliang – chiński biskup rzymskokatolicki diecezji szanghajskiej[58]
  - Frank Oliver – nowozelandzki rugbysta i trener, kapitan reprezentacji kraju[59]
- 15 marca
  - Scott Asheton – amerykański perkusista, współzałożyciel i członek zespołu The Stooges[60]
  - David Brenner – amerykański aktor[61]
- 14 marca
  - Sam Lacey, amerykański koszykarz (ur. 1948)
  - Tony Benn – brytyjski polityk, minister[62]
  - Jerzy Centkowski – polski historyk[63]
  - Sam Lacey – amerykański koszykarz[64]
  - Wojciech Rowiński – polski lekarz, chirurg, transplantolog, profesor[65]
  - Bob Thomas – amerykański pisarz[66]
- 13 marca
  - Reubin Askew – amerykański polityk[67]
  - Włodzimierz Bogucki – polski działacz niepodległościowy, prezes Lubuskiej Rodziny Katyńskiej[68]
  - Robert Krzyżaniak – polski perkusista[69]
  - Jerzy Hausleber – polski lekkoatleta (chodziarz) i trener lekkoatletyczny, posiadający od 1984 także obywatelstwo Meksyku[70]
  - Ahmad Tejan Kabbah – leoński polityk, prezydent Sierra Leone w latach 1996–1997 i 1998–2007[71]
  - Petar Miłoszewski – macedoński piłkarz[72]
  - Janusz Zabłocki – polski polityk, prezes Polskiego Związku Katolicko-Społecznego[73]
- 12 marca
  - Věra Chytilová – czeska reżyser filmowa[74]
  - René Llense – francuski piłkarz[75]
  - Calvin Palmer – angielski piłkarz[76]
  - José da Cruz Policarpo – portugalski duchowny katolicki, kardynał, patriarcha Lizbony[77]
  - Antoni Przygoński – polski historyk[78]
  - Zoja Rudnowa – rosyjska tenisistka stołowa[79]
- 11 marca
  - Nils Horner – szwedzki dziennikarz[80]
  - Jerzy Walachowicz – polski prawnik, prof. zw. dr hab., specjalista w zakresie historia państwa i prawa[81]
- 10 marca
  - Francesco De Nittis – włoski duchowny katolicki, arcybiskup, nuncjusz apostolski[82]
  - Ludomir Goździkiewicz – polski polityk ludowy, zootechnik, poseł na Sejm X kadencji[83]
  - Georges Lamia – francuski piłkarz[84]
  - Joe McGinniss – amerykański pisarz[85]
  - Tadeusz Pietrzak – polski wojskowy, generał brygady WP, wiceminister spraw wewnętrznych, komendant główny MO[86]
  - Wacław Szczurski – polski dyplomata, działacz społeczny[87]
- 9 marca
  - Mohammad Fahim – afgański wojskowy i polityk, pierwszy wiceprezydent Afganistanu w latach 2009–2014[88]
  - William Ford – amerykański przedsiębiorca, ostatni wnuk założyciela koncernu Forda[89]
  - Melba Hernández – kubańska polityk, dyplomata, rewolucjonistka[90]
  - Süleyman Tatlıyev – radziecki (azerski) polityk, przewodniczący Prezydium Rady Najwyższej Azerbejdżańskiej SRR (1985–1989)[91]
  - Krzysztof Zawalski – polski żeglarz, twórca i dyrektor Narodowego Centrum Żeglarstwa[92]
- 8 marca
  - Svend Bergstein – duński wojskowy i polityk, minister badań naukowych i technologii (1993–1994)[93]
  - Janusz Czarny – polski duchowny katolicki, ksiądz, doktor teologii, wykładowca Papieskiego Wydziału Teologicznego we Wrocławiu[94]
  - Gerrie de Bruyn – południowoafrykański bokser[95]
  - James Ellis – północnoirlandzki aktor[96]
  - William Guarnere – amerykański wojskowy, sierżant sztabowy, weteran II wojny światowej[97]
  - Wendy Hughes – australijska aktorka[98]
  - Helmut Georg Koenigsberger – brytyjski historyk[99]
  - Gerard Mortier – belgijski menedżer i dyrektor teatralno-operowy[100]
  - Larry Scott – amerykański kulturysta[101]
  - Joanna Szczerbic – polska aktorka[102]
- 7 marca
  - Adilia Castillo – wenezuelska aktorka[103]
  - Hal Douglas – amerykański aktor głosowy[104]
  - Sana Khan – pakistańska aktorka[105]
  - Joe Mudele – brytyjski basista jazzowy[106]
  - Mieczysław Wójcik – polski inżynier i działacz samorządowy, przewodniczący Prezydium MRN w Gdyni (1959–1968)[107]
- 6 marca
  - Alemayehu Atomsa – etiopski polityk[108]
  - Jean-Louis Bertucelli – francuski reżyser filmowy[109]
  - Maurice Faure – francuski polityk, minister sprawiedliwości Francji w 1981[110]
  - Stanisław Ficowski − polski ekonomista[111]
  - Kazimierz Morawski − polski ekonomista, działacz PZPR[112]
  - Luis Rentería – panamski piłkarz[113]
  - Manlio Sgalambro – włoski filozof i pisarz[114]
  - Marion Stein – austriacka pianistka[115]
- 5 marca
  - Geoff Edwards – amerykański aktor telewizyjny, prezenter radiowy i telewizyjny[116]
  - Booto Guylain – południowoafrykański zawodnik MMA[117]
  - Stefania Hejmanowska – polska działaczka społeczna i opozycyjna, senator I kadencji RP[118]
  - Scott Kalvert – amerykański reżyser filmowy[119]
  - Aleksandra Korewa – reżyser teatralny, telewizyjny i radiowy, działaczka opozycyjna w PRL[120]
  - Selim Lemouchi – holenderski muzyk, wokalista, członek zespołu The Devil’s Blood[121]
- 4 marca
  - Teresa Dobosz – polska nauczycielka i polityk[122]
  - László Fekete – węgierski piłkarz[123]
  - Elaine Kellett-Bowman – brytyjska polityk i prawnik, eurodeputowana I kadencji (1979–1984)[124]
  - Fritz Marquardt – niemiecki reżyser teatralny, aktor[125]
  - Wu Tianming – chiński reżyser i producent filmowy[126]
  - Halina Zborowska – polska lekkoatletka[127]
- 3 marca
  - Robert Ashley – amerykański kompozytor[128]
  - Christine Buchegger – austriacka aktorka[129]
  - Lech Działoszyński – polski lekarz i biochemik, profesor, oficer Wojska Polskiego, tercjarz[130]
  - Roman Gross – polski lekarz[131]
  - Pierre Laroche – belgijski aktor filmowy i telewizyjny, reżyser, scenarzysta[132]
  - Jorge Montivero – argentyński piłkarz[133]
  - William Pogue – amerykański astronauta[134]
  - Stan Rickaby – angielski piłkarz[135]
  - Aino-Maija Tikkanen – fińska aktorka[136]
  - Tomasz Trzciński – polski dziennikarz, kierownik działu naukowego PAP[137]
- 2 marca
  - Ryhor Baradulin – białoruski poeta[138]
  - Teddy Ehrenreich – austriacki muzyk jazzowy, klarnecista i saksofonista[139]
  - Gail Gilmore – kanadyjska aktorka filmowa i telewizyjna, tancerka baletowa[140]
  - Justin Kaplan – amerykański pisarz[141]
  - Andrzej Minkiewicz – polski dziennikarz prasowy, radiowy i telewizyjny, działacz sportowy[142]
  - Stanley Rubin – amerykański scenarzysta i producent filmowy[143]
- 1 marca
  - Josep Brunet – hiszpański koszykarz[144]
  - Nancy Charest – kanadyjska polityk[145]
  - Jerzy Faff – polski specjalista w zakresie fizjologii pracy i toksykologii[146]
  - Tadeusz Korzeniowski – polski wojskowy, major, żołnierz Narodowych Sił Zbrojnych i Armii Krajowej[147]
  - Bangaru Laxman – indyjski polityk, przewodniczący Indyjskiej Partii Ludowej w latach 2000–2001[148]
  - Mario Pasco Cosmópolis – peruwiański polityk, prawnik, minister pracy w latach 2007–2008[149]
  - Alain Resnais – francuski reżyser filmowy[150]
  - Paul Tant – belgijski polityk, członek partii Chrześcijańscy Demokraci i Flamandowie[151]
  - Gyula Tóth – węgierski piłkarz i trener piłkarski[152]
  - Kazimierz Zmyślony – polski rolnik, Sprawiedliwy wśród Narodów Świata[153]